# Burzykowate
Burzykowate, petrelowate (Procellariidae) – rodzina ptaków z rzędu rurkonosych (Procellariiformes).

## Zasięg występowania
Rodzina obejmuje gatunki oceaniczne zamieszkujące otwarte morza całego świata (na Bałtyku spotykane sporadycznie).

## Cechy charakterystyczne
Ptaki te charakteryzują się następującymi cechami:
- ciało długości 25–99 cm[5]
- ubarwienie ciemne, często biały brzuch, bardzo rzadko jasne
- rogowa pochwa dzioba złożona z płytek, posiadają rurkowate nozdrza, a to oznacza większą powierzchnię nabłonka węchowego, który powiększają dodatkowo nosowe chrząstki spiralne, co może się wiązać z dobrym węchem, a u ptaków to cecha wyjątkowa.
- często występuje polimorfizm w obrębie gatunku
- w locie wykorzystują zaburzenia powietrza nad falami, co powoduje, że często spotyka się je w obszarach złej pogody; na ląd wracają tylko na noc i w okresie lęgowym
- lekki lot zawdzięczają w dużej mierze komorom powietrznym w kościach
- długie skrzydła z dobrze rozwiniętą kością ramieniową i przedramieniową
- większość żywi się planktonem, niektóre głowonogami
- gnieżdżą się kolonijnie, zazwyczaj na niedostępnych klifach i wyspach, gdzie niektóre wygrzebują głębokie nory
- młode karmione obficie i tłusto rozwijają się dość powoli. Niektóre gatunki porzucają nie w pełni rozwinięte młode i wtedy muszą przetrwać dzięki rezerwom tłuszczowym do czasu aż nauczą się latać i żerować.
- upierzenie jest mocno natłuszczone, co wydziela przykry zapach (wydzielają go też jaja), nawet u okazów muzealnych

## Systematyka
Dawniej rodzinę dzielono na dwie podrodziny: fulmary (Fulmarinae) i burzyki (Puffininae), obecnie ten podział nie jest już stosowany. Do rodziny należą następujące rodzaje:
- Pelecanoides Lacépède, 1799
- Aphrodroma Olson, 2000 – jedynym przedstawicielem jest Aphrodroma brevirostris (Lesson, 1831) – petrelek popielaty
- Halobaena Bonaparte, 1856 – jedynym przedstawicielem jest Halobaena caerulea (J.F. Gmelin, 1789) – petrelek modry
- Pachyptila Illiger, 1811
- Pagodroma Bonaparte, 1856 – jedynym przedstawicielem jest Pagodroma nivea (G. Forster, 1777) – petrel śnieżny
- Thalassoica Reichenbach, 1853 – jedynym przedstawicielem jest Thalassoica antarctica (J.F. Gmelin, 1789) – petrel antarktyczny
- Daption Stephens, 1826 – jedynym przedstawicielem jest Daption capense (Linnaeus, 1758) – warcabnik
- Macronectes Richmond, 1905
- Fulmarus Stephens, 1826
- Pterodroma Bonaparte, 1856
- Procellaria Linnaeus, 1758
- Bulweria Bonaparte, 1843
- Pseudobulweria Mathews, 1936
- Ardenna Reichenbach, 1853
- Calonectris Mathews & Iredale, 1915
- Puffinus Brisson, 1760